# Premiile Academiei Române pentru anul 2021
Premiile Academiei Române pentru anul 2021 au fost acordate în 7 decembrie 2023, în Aula Academiei Române.
Sunt indicate obiectul acordării premiului, cel mai adesea o lucrare, autorul acesteia și țara de reședință a autorului. În cazul în care nu este indicată țara, autorul este din România.

## I. Filologie și literatură

### Premiul „Timotei Cipariu“
- Antim Ivireanul, Evanghelie, 1697. Ediție critică și studiu filologico-lingvistic - Roxana Vieru și Adina Chirilă

### Premiul „Bogdan Petriceicu Hasdeu“
- Repertoriu al schimbărilor de nume (1895-1946), vol. I-II - Ioana Gafton

### Premiul „Ion Creangă“
Premiul nu a fost acordat.

### Premiul „Titu Maiorescu“
- Finnegans Wake, 628 – Romanul întunericului - Mircea Mihăieș

### Premiul „Lucian Blaga“
- I. Negoițescu – Radu Stanca. Un roman epistolar. Ediție integrală - Ioan Cristescu și Ionel-Mircea Vartic

### Premiul „Mihai Eminescu“
Premiul nu a fost acordat.

### Premiul „Ion Luca Caragiale“
Premiul nu a fost acordat.

## II. Științe istorice și arheologie

### Premiul „Vasile Pârvan“
- Rendre la couronne au Christ. Étude sur la fin de l'idée impériale byzantine - Petre-Radu Guran

### Premiul „Dimitrie Onciul“
- „Minunat este Dumnezeu întru sfinții Lui“. Chipuri sfinte în vechi hrisoave românești - Oana-Mădălina Popescu

### Premiul „George Barițiu“
- La Società di Gesù e le arti in Transilvania nel Settecento - Cristian-Alexandru Damian

### Premiul „Nicolae Iorga“
Premiul nu a fost acordat.

### Premiul „Nicolae Bălcescu“
- Istorii românești ale ideii de ,,Europa“, secolele XVII-XXI (imagini, note, reflecții) - Laurențiu-Dănuț Vlad

### Premiul „A.D. Xenopol“
- Astra și societatea 1918-1930 - Valer Moga

### Premiul „Mihail Kogălniceanu“
- Programul de măsuri active al KGB-GRU împotriva României (1964-1989) - Mircea-Flavius Stan

### Premiul „Eudoxiu Hurmuzaki“
- Cartea foametei - Larisa Turea

## III. Științe matematice

### Premiul „Simion Stoilow“
- Renormalization and Siegel disks for complex Hénon maps - Remus-Andrei Radu

### Premiul „Gheorghe Țițeica“
- Homological stability for moduli spaces of disconnected submanifolds - Martin David Palmer-Anghel

### Premiul „Gheorghe Lazăr“
- Large-Amplitude Steady Downstream Water Waves - Eugen Vărvărucă

### Premiul „Grigore C. Moisil“
- How Many Steps Still Left to x*? - Emil-Adrian Cătinaș

### Premiul „Spiru Haret“
Premiul nu a fost acordat.

### Premiul „Dimitrie Pompeiu“
- Grupul de 5 lucrări: Stabilizare la frontieră pentru ecuații de tip parabolic deterministe sau stochastice - Ionuț Munteanu

### Premiul „Petre Sergescu“
Premiul nu a fost acordat.

## IV. Științe fizice

### Premiul „Constantin Miculescu“
Premiul nu a fost acordat.

### Premiul „Dragomir Hurmuzescu“
- Grupul de lucrări: Obținerea și validarea unor nanomateriale luminiscente în aplicații de senzoristică de fluorescent - Ana-Maria Crăciun

### Premiul „Ștefan Procopiu“
- Grupul de lucrări: Studiul ecuației de stare a materiei nucleare folosind ciocnirile de ioni grei - Mircea-Dan Cozma

### Premiul „Horia Hulubei“
- Grupul de lucrări: Studiul aspectelor fundamentale și aplicate ale dinamicii defectelor induse de fascicule de ioni accelerați - Gihan Velișa

### Premiul „Radu Grigorovici“
- Grupul de lucrări: Proprietăți structurale și funcționale ale straturilor subțiri calcogenice - Oana-Claudia Mihai, Florinel Sava, Iosif-Daniel Șimăndan

## V. Științe chimice

### Premiul „Costin D. Nenițescu“
Premiul nu a fost acordat.

### Premiul „I. G. Murgulescu“
- Grupul de lucrări: Interacția proteină-ligand cu aplicații biomedicale, investigată prin microcalorimetrie și simulări de dinamică moleculară - Aurica Precupaș

### Premiul „Gheorghe Spacu“
- Grupul de lucrări: O nouă strategie de sinteză a combinațiilor complexe heterometalice 3d(MIII)4f pentru obținerea de materiale magnetice moleculare - Cătălin Maxim

### Premiul „Nicolae Teclu“
- Grupul de lucrări: Contribuții aduse în domeniul dezvoltării unor noi abordări analitice cu aplicații în autentificarea alimentelor și băuturilor - Dana-Alina Magdaș
- Grupul de lucrări: Cercetări privind efectul compoziției și texturii hidrotalciților în reacții catalizate bazic - Dumitru-Octavian Pavel

### Premiul „Cristofor I. Simionescu“
- Grupul de lucrări: Materiale polimerice cu aplicații biomedicale și în protecția mediului - Anca Filimon

## VI. Științe biologice

### Premiul „Emil Racoviță“
- Nematode fauna of the Romanian Carpathians, vol. I- II - Marcel-Ovidiu Ciobanu, Iuliana Popovici

### Premiul „Grigore Antipa“
- Cartea roșie a nevertebratelor din România / The red book of invertebrates of Romania - Coordonatori: acad. Dumitru Murariu, Sanda Maican

### Premiul „Nicolae Simionescu“
- Suită de 23 lucrări științifice, 2 capitole de carte și 3 brevete, publicate în perioada 2015-2021, care se referă la metode de analiză (multiparametrică) pentru investigarea celulelor și pentru detecția rapidă (fără separare prealabilă) a unor biomolecule - Cristina Polonschii, Szilveszter Gáspár

### Premiul „Emanoil Teodorescu“
- Suită de 13 articole (2019-2021) în domeniul spectrometriei de masă cu aplicații în proteomică: dezvoltarea metodelor avansate de studiu al proteinelor în diferite matrici biologice și de analiză bioinformatică și statistică a rezultatelor obținute, cu numeroase aplicații în domeniul cercetării biomedicale și biomaterialelor - Cristian (V.A.) Munteanu

## VII. Științe geonomice

### Premiul „Grigore Cobălcescu“
- Transcarpathian Petroleum Province in Romania - Bogdan M. Popescu

### Premiul „Ludovic Mrazec“
- Low-Angle Shear Within the Exposed Mânzălești Diapir, Romania: Salt Decapitation in the Eastern Carpathians Fold-and-Thrust Belt - Dan-Mircea Tămaș, Alexandra Tămaș, Jessica Barabasch (Germania), Mark G. Rowan (SUA), Zsolt Schleder (Austria), Csaba Krézsek (România), Janos L. Urai (Germania)

### Premiul „Gheorghe Munteanu-Murgoci“
- Using morphometrics to distinguish between debris flow, debris flood and flood (Southern Carpathians, Romania) - Gheorghe-Viorel Ilinca

### Premiul „Ștefan Hepites“
Premiul nu a fost acordat.

### Premiul „Simion Mehedinți“
- Permafrostul din Carpații Românești. Studiu de Geomorfologie - Răzvan-Andrei Popescu
- Grup de articole apărute în anul 2021, cu tematica principală pe probleme actuale de geopolitică și dezvoltare urbană și regională - Dănuț-Radu Săgeată

## VIII. Științe tehnice

### Premiul „Aurel Vlaicu“
Premiul nu a fost acordat.

### Premiul „Traian Vuia“
- Life-Cycle Management of Machines and Mechanisms - Jörg Niemann (Germania), Adrian Pîslă (România)

### Premiul „Henri Coandă“
- Grupul de 5 lucrări: Metode și modele avansate în tehnici de analiză și caracterizare a materialelor cu diferite aplicații tehnologice - Nicoleta Nedelcu

### Premiul „Constantin Budeanu“
Premiul nu a fost acordat.

### Premiul „Anghel Saligny“
- Grupul de 2 lucrări: Studii teoretice și experimentale privind comportarea seismică a pereților beton armat și hibrizi/compoziți oțel beton / “The seismic behavior of reinforced concrete and hybrid/composite shear walls – Theoretical and experimental approaches” - Daniel Dan, Valeriu-Augustin Stoian

### Premiul „Petre Sergescu“ (Istoria științelor și tehnicii)
Premiul nu a fost acordat.

## IX. Științe agricole și silvice

### Premiul „Ion Ionescu de la Brad“
Premiul nu a fost acordat.

### Premiul „Traian Săvulescu“
- Heat stress in Broilers Chickens and the Effect of Dietary Polyphenols, with Special Reference to Willow (Salix spp.) Bark Supplements – A Review - Mihaela Sărăcilă, Tatiana-Dumitra Panaite, Camelia-Puia Papuc, Rodica-Diana Criste

### Premiul „Gheorghe Ionescu-Șișești“
- Implicații ale activității râmelor (Oligochaeta: Lumbricidae) în unele ecosisteme antropice - Mădălina-Maria Borca

### Premiul „Marin Drăcea“
- Using historical spy satellite photographs and recent remote sensing data to identify high-conservation-value forests - Cătălina-Mihaela Munteanu, Cornelius Senf (Germania), Mihai-Daniel Niță, Francesco Maria Sabatini (Germania), Julian Oeser (Germania), Rupert Seidl (Germania), Tobias Kuemmerle (Germania)

## X. Științe medicale

### Premiul „Iuliu Hațieganu“
Premiul nu a fost acordat.

### Premiul „Daniel Danielopolu“
Premiul nu a fost acordat.

### Premiul „Gheorghe Marinescu“
Premiul nu a fost acordat.

### Premiul „Victor Babeș“
- Personalități și contribuții românești în medicina internațională - Radu Iftimovici, Dana Baran

### Premiul „Constantin I. Parhon“
Premiul nu a fost acordat.

### Premiul „Ștefan S. Nicolau“
Premiul nu a fost acordat.

## XI. Științe economice, juridice și sociologie

### Științe economice

#### Premiul „Petre S. Aurelian“
- Managementul strategic al cercetării științifice - Meda Gâlea

#### Premiul „Virgil Madgearu“
- Mecanisme și instrumente de stimulare a exporturilor - Adrian-Ștefan Constantinescu

#### Premiul „Victor Slăvescu“
- Destinul Tezaurului României – Argumente din arhivele ruse - Ilie Schipor

#### Premiul „Nicolas Georgescu Roegen“
- Grup de studii consacrate politicilor monetare și fiscale (Monetary Neutrality with Sticky Prices and Free Entry; Fiscal Policy in Europe: Controversies over Rules, Mutual Insurance and Centralization; Optimal Monetary' Policy and Liquidity with Heterogeneous Households) - Florin-Ovidiu Bîlbîie, Tommaso Monacelli (Italia), Roberto Perotti (Italia), Xavier Ragot (Franța)

### Sociologie

#### Premiul „Dimitrie Gusti“
- Realități sociale și politici publice în România - Maria-Cristina Otovescu
- Mihail Manoilescu și doctrina corporatistă - Cristinel Pantelimon

#### Premiul „Henri H. Stahl“
- Criminalitatea violentă. Semnificații și implicații sociale - Simona-Ionela Mihaiu

### Științe juridice

#### Premiul „Nicolae Titulescu“
Premiul nu a fost acordat.

#### Premiul „Simion Bărnuțiu“
Premiul nu a fost acordat.

#### Premiul „Andrei Rădulescu“
Premiul nu a fost acordat.

## XII. Filosofie, teologie, psihologie și pedagogie

### Premiul „Constantin Rădulescu-Motru“
- Dicționar de pedagogie - Mușata-Dacia Bocoș-Bințințan (coordonator), Ramona Răduț-Taciu, Cornelia-Afrodita Stan

### Premiul „Mircea Florian“
Premiul nu a fost acordat.

### Premiul „Ion Petrovici“
- Elogiul frontierelor. Mic tratat de libertate - Andrei Vieru

### Premiul „Vasile Conta“
- Fermenții basmului românesc - Viorel Mirea

### Premiul „Dumitru Stăniloae“
- De l’homme extérieur à l’homme intérieur. L’anthropologie spirituelle de saint Jean Cassien - Florin-Ciprian Petre
- Frumusețea Liturgică Ortodoxă - Icoană a frumuseții cerești. Istoria, arta confecționării și semnificațiile teologico-simbolice ale obiectelor de cult - Arhim. Dionisie Dumitru I. Constantin

## XIII. Arte, arhitectură și audiovizual

### Creație muzicală

#### Premiul „George Enescu“
- 21.12.2012 pentru clarinet și cvartet de coarde - Cristian-Antoniu Bence-Muk

### Muzicologie

#### Premiul „Ciprian Porumbescu“
- Catalogul manuscriselor de tradiție bizantină din sec. al XVIII-lea. Fondul grecesc din Biblioteca Academiei Române (vol. IV) - Ozana-Irina Alexandrescu

### Istoria artei

#### Premiul „George Oprescu“
- Les ébénistes de la Couronne sous le règne de Louis XIV - Călin-Gelu Demetrescu

### Artă plastică

#### Premiul „Ion Andreescu“
- Expozițiile: Martor tăcut (Sala Rondă, Cercul Militar Național), Periplu și Reflecție (Galeria Căminul Artei), Uneori caii sunt verzi (Galeria artelor, Cercul Militar Național) - Luminița Gliga

### Etnografie și folclor

#### Premiul „Simion Florea Marian“
- Ochiul dracului și al lui Dumnezeu (mentalități economice tradiționale) - Marin Marian-Bălașa
- Mitologie română (vol. I-III) - Antoaneta-Liliana Olteanu

### Creație arhitectonică

#### Premiul „Duiliu Marcu“
- Din spatele cinematografului spre Sala Frescelor - Arh. Marian Moiceanu

### Artele spectacolului

#### Premiul „Aristizza Romanescu“
- Rolul Floarea Plătici în filmul Luca (regia: Horațiu Mălăele) - Rodica Mandache

## XIV. Știința și tehnologia informației

### Premiul „Grigore Moisil“
- Grupul de 7 lucrări privind Metode matematice în controlul avansat al sistemelor complexe - Dumitru Băleanu

### Premiul „Mihai Drăgănescu“
- Grupul de 5 lucrări: Etica algoritmilor de Machine Learning (ML) - Mike Horia Mihail Teodorescu
- Grupul de 16 lucrări: Inteligență Artificială pentru Educație - Mihai Dascălu

### Premiul „Tudor Tănăsescu“
- Grupul de 3 lucrări: Modele și regulatoare prin transformarea modelelor bazate pe produs tensorial - Elena-Lorena Hedrea

### Premiul „Gheorghe Cartianu“
- Grupul de 4 publicații și platforma informatică RELATE pe subiectul: Tehnologia și aplicațiile prelucrării limbajului natural - Vasile-Florian Păiș, Radu Ion
- Grupul de 3 lucrări: Noi rezultate în Quantum Computing - George-Pantelimon Popescu, Andrei Tănăsescu